# قطنان آل عوض (الحد)

تعديل مصدري - تعديل

قطنان ال عوض هي إحدى قرى عزلة الحد بمديرية الحد التابعة لمحافظة لحج، بلغ تعداد سكانها 504 نسمة حسب تعداد اليمن لعام 2004.